# Eutettix borealis
Eutettix borealis är en insektsart som beskrevs av Hepner 1942. Eutettix borealis ingår i släktet Eutettix och familjen dvärgstritar. Inga underarter finns listade i Catalogue of Life.